# Miguel Gatan Purugganan
Miguel Gatan Purugganan (* 18. November 1931 in Cabagan; † 7. Juli 2011) war ein philippinischer Geistlicher und römisch-katholischer Bischof von Ilagan.

## Leben
Miguel Gatan Purugganan empfing am 3. März 1957	 die Priesterweihe. Papst Paul VI. ernannte ihn am 23. Januar 1971 zum Titularbischof von Egnatia und bestellte ihn zum Weihbischof in Nueva Segovia. Der Apostolische Nuntius auf den Philippinen, Carmine Rocco, spendete ihm am 22. April desselben Jahres die Bischofsweihe; Mitkonsekratoren waren Juan C. Sison, Erzbischof von Nueva Segovia, und Teodulfo Sabugal Domingo, Bischof von Tuguegarao. 
Am 21. Januar 1974 wurde er zum Bischof von Ilagan ernannt. Am 26. Juli 1999 nahm Johannes Paul II. seinen krankheitsbedingten vorzeitigen Rücktritt an.